# Рахимбабаева, Захра
Захра Рахимбабаева — советский государственный и политический деятель.

## Биография
Родилась в 1923 году в Андижане. Член КПСС с 1946 года.
С 1942 года — на хозяйственной, общественной и политической работе. В 1942—1970 гг. — инструктор, секретарь обкома комсомола, заведующая отделом обкома, заведующая отделом ЦК КП Узбекистана, секретарь ЦК КП Узбекистана, аспирантка Академии общественных наук при ЦК КПСС, 1-й заместитель министра культуры Узбекской ССР, секретарь ЦК КП Узбекистана, министр культуры Узбекской ССР.
С 1967 по 1973 г.г. на дипломатической работе - Секретарь Международной Демократической федерации женщин - Представитель СССР. (Штаб-квартира в г. Берлине)
С 1973-77 г.г. - Чрезвычайный и Полномочный Советник-Посланник посольства СССР в Индии.
С 1977-81 г.г. -   работала в МИД СССР зам. начальника Управления по культурному и экономическому сотрудничеству со странами Латинской Америки.
Первая женщина-узбечка, имеющая дипломатический ранг - Чрезвычайный и Полномочный Посланник.
Несколько лет была вице-президентом общества Советско-Индийской и Советско-Мексиканской дружбы.
Избиралась депутатом Верховного Совета СССР 5-го и 6-го созывов. Делегат XX и XXI съездов КПСС.
Пять раз избиралась депутатом Верховного Совета Узбекской ССР. (3,4,7,10 и 11-го созывов)
С 1986-92 до последних дней работала первым заместителем председателя Президиума общества «Ватан».
Рахимбабаева З.Р.  много сделала для сплочения, укрепления положения женщин в обществе и для защиты их прав.
За время работы на руководящих постах и на дипломатическом поприще она всю себя посвятила развитию культуры, науки и искусства Узбекистана, а также их пропаганде за рубежом.
Скончалась 07.03.1992 года в Ташкенте.

## Награды
- Три ордена Трудового Красного знамени (в том числе 11.01.1957[1])
- Медаль «За трудовую доблесть»

## Сочинения
- Рахимбабаева, Зухра Рахимовна. Женщина Узбекистана на пути к коммунизму [Текст] : [К 25-летию Узбек. ССР] / З. Рахимбабаева. — Ташкент : Госиздат УзССР, 1949 [вып. дан. 1950] (тип. № 1 Узбекполиграфиздата). — 76 с.; 20 см.
- Рахимбабаева, Зухра Рахимовна. Победа ленинско-сталинской национальной политики в СССР и её значение в развитии освободительной борьбы народов зарубежного Востока [Текст] : Автореферат дис. на соискание ученой степени кандидата исторических наук / Акад. обществ. наук при ЦК КПСС. Кафедра истории КПСС. — Москва : [б. и.], 1954. — 16 с.; 21 см.